# De zwarte zwaan (Suske en Wiske)
De zwarte zwaan is het zevenenveertigste stripverhaal uit de reeks van Suske en Wiske. Het is geschreven door Willy Vandersteen en gepubliceerd in De Standaard en Het Nieuwsblad van 14 juli 1958 tot en met 21 november 1958. 
De eerste albumuitgave was in 1959, in de Vlaamse ongekleurde reeks met nummer 35. In 1971 kwam het verhaal in de Vierkleurenreeks uit met albumnummer 123. De geheel oorspronkelijke versie verscheen in 1997 opnieuw in Suske en Wiske Classics.

## Personages
- Wiske met Schanulleke, Suske, tante Sidonia, Lambik, Jerom, Bessy (beroemde (strip) hond), de Zwarte Zwaan, Lasido, Remifa, Carlos en zijn vrouw en dochtertje, Miguel (visser), weerman/regenmaker, Miguel Monaleta (matador).

## Locaties
- Wereldtentoonstelling van 1958 in Brussel (Expo 58), dierentuin, Barcelona met de Sagrada Familia, de badplaats Sitges, hotel Los Moreras.

## Het verhaal
Lambik en Jerom zijn beiden aan het werk voor de pers, en bedenken zelf verhalen. Wiske belooft niks tegen de krant te zeggen, als ze in het vervolg maar eerlijke verhalen maken. Tante Sidonia werkt als gids op de Wereldtentoonstelling (Expo 58) in Brussel en zij helpt Lambik telefonisch aan een interview met de beroemde hond Bessy. Hierdoor worden Lambik en Jerom concurrenten.
Jerom krijgt veel exclusieve verhalen, het blijkt dat die hem worden aangeleverd door een helderziende zigeunerin. Deze vrouw, de Zwarte Zwaan, is verliefd op Jerom, die hier gebruik van maakt. De Zwarte Zwaan heeft een glazen bol en helpt Lambik en Jerom hiermee aan een foto van de achterkant van de maan. Hierdoor worden Lambik en Jerom beroemd en ze verzoenen zich. Haar broers Lasido en Remifa vinden dit maar niets; zij willen dat hun zus trouwt met iemand van haar eigen volk, de Gitanos (Spaanse zigneuners). Jerom heeft echter aan de Zwarte Zwaan beloofd dat hij haar broers geen pijn zal doen, dus moeten Lambik en Jerom hen telkens ontwijken. Maar zelfs messentrekkerij en dreigementen met vendetta kunnen Lambik en Jerom niet tegenhouden.
De Zwarte Zwaan wordt ten slotte door Lasido en Remifa naar Spanje ontvoerd, om aan Jerom te ontkomen. De vrienden gaan met de gyronef naar Barcelona om haar te zoeken. Onderweg saboteren Lasido en Remifa de gyronef, en wanneer Wiske uit het toestel valt stuit ze per toeval op de wagen van de Zwarte Zwaan. Aangekomen in Spanje gaan de vrienden per ezelkar verder. De Gitanos proberen hen te stoppen, maar Jerom, Lambik, Suske en Wiske bereiken Barcelona toch. Lambik ontdekt dat de Zwarte Zwaan tot koningin wordt gekroond in Sitges, en de vrienden gaan naar deze badplaats. Ze zal er ook trouwen, en door haar huwelijk zal ze haar gave kwijtraken. Lasido en Remifa willen daarmee twee vliegen in één klap slaan: hun zus trouwt met iemand van hun volk en Jerom zal haar met rust laten als ze waardeloos voor hem is.
De vrienden worden tegengehouden bij het kamp en later geholpen door een zigeunerechtpaar waarvan Suske het kindje eerder heeft gered van een stier. Suske en Wiske worden zelf vermomd als zigeuners, terwijl Jerom en Lambik uitgedost als beren het kamp weten binnen te dringen. Daar horen ze dat de Zwarte Zwaan met Jerom wil trouwen in ruil voor nieuws, deze keer over iets dat in de toekomst zal plaatsvinden. Jerom wil niet met haar trouwen, dus stelt hij een onmogelijke voorwaarde voor het huwelijk: dat alleen zij bij de eerste regenbui nat wordt.
De Zwarte Zwaan steekt weer exclusieve verhalen af met foto's. Suske en Wiske sturen het verkregen materiaal in Barcelona per luchtpost als scoop naar de krant. Achteraf blijkt het te gaan om de S.S.Nieuw Amsterdam, die op de Noordzee op een zeemonster is gebotst. De Zwarte Zwaan heeft dit dus goed voorspeld.
Lasido en Remifa stemmen uiteindelijk in met het huwelijk, maar Jerom wil nog steeds niet. De Zwarte Zwaan laat een regenmaker komen. Deze weet een zeer lokale regenbui op te wekken, die inderdaad alleen de Zwarte Zwaan natmaakt. Zo moet Jerom alsnog met haar trouwen. 
Er wordt een groot feest met een stierengevecht georganiseerd. Jerom wil geen matador worden of zelfs maar de stier de coup de grâce geven. Dit valt de Zwarte Zwaan erg tegen, alle vrouwen in haar familie zijn namelijk met matadors getrouwd. Dan breekt de stier uit en dreigt de Zwarte Zwaan op zijn horens te nemen. Miguel Monaleta, de echte matador, redt haar hierop van de stier. De Zwarte Zwaan besluit nu met hem te trouwen, aan Jerom denkt ze niet meer. Zo wordt ze toch nog koningin van de Gitanos, en trouwt ze bovendien met iemand van haar eigen volk (Miguel is ook zigeuner). Jerom ziet zichzelf ontslagen van zijn belofte, dus als Lasido en Remifa de vrienden komen wegjagen, geeft hij hen een pak slaag dat hij zo lang heeft moeten uitstellen.
De vrienden keren met zijn allen in de inmiddels herstelde gyronef terug naar huis. Daar blijkt dat tante Sidonia zich inmiddels over het gewonde zeemonster heeft ontfermd.

## Achtergronden bij het verhaal
- Lambik en Jerom zijn fotograaf en journalist bij een krant. Jerom heeft in het vorige verhaal, De duistere diamant, al de hobby fotografie (in dat album speelt de pers en fotografie ook al een belangrijke rol).
- Tante Sidonia is gids bij de wereldtentoonstelling Expo 58.
- De hond Bessy is de hoofdfiguur uit een andere stripreeks waar Vandersteen toen net mee begonnen was.
- Het verhaal is ook in het Frans verschenen, onder de titel Le cygne noir.
- Lasido en de zigeuners duiken opnieuw op in De verborgen kroon (1962), een verhaal dat uitkwam in de spin-offreeks Jerom. In een later Suske en Wiske-verhaal, Jeromba de Griek (1966), duiken de zigeuners ook weer op.
- In oktober 1959, vrij kort na het uitkomen van dit verhaal, zou er daadwerkelijk voor het eerst een foto van de achterkant van de maan worden gemaakt, door de Russische Luna 3. De clou van de grap hierover is dan ook dat de foto eigenlijk niets laat zien en slechts een donkere achterkant toont, waarop ´einde van de voorkant´, ´achterste van de achterkant´ en ´onderkant van de achterkant´ zijn aangeduid.
- De namen Lasido en Remifa zijn verwijzingen naar de toonladder: do-re-mi. Ze brengen dan ook de gehele dag door met vioolspelen, naast het bewaken van hun zus.
- Het thema van een vrouw met paranormale gaven, die ze door huwelijk of verlies van maagdelijkheid verliest, komt vaker voor, bijvoorbeeld in de James Bondfilm Live and Let Die uit 1973.
- Het verhaal is enigszins controversieel omdat het een aantal stereotypen over Roma aanhaalt: een gesloten gemeenschap die vijandig naar buiten is, warsheid van hard werken, gebrek aan hygiëne (Wiske aait een zigeunerjongetje over het haar, ruikt aan haar hand en wast dan haar handen), mystieke gaven, agressie. Ook wordt consistent de term "zigeuner" gebruikt, die veel Roma als beledigend ervaren. Aan de andere kant worden de helden wel weer door andere Roma geholpen. Ook hebben Remifa en Lasido in zekere zin gegronde reden voor hun vijandigheid: Lambik en Jerom maken schaamteloos misbruik van de verliefdheid van de Zwarte Zwaan.